# Santova vesnička

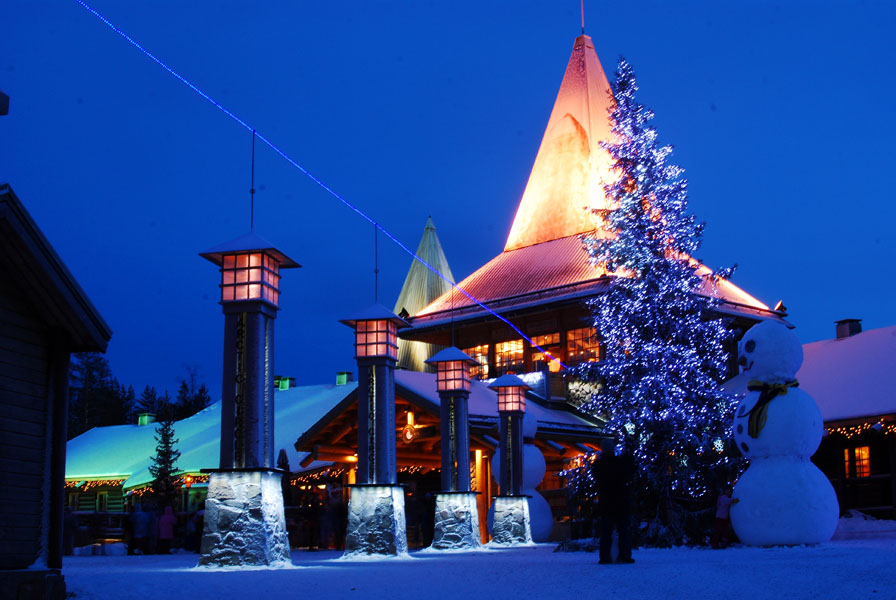
Santova kancelář

Santova vesnička (finsky: Joulupukin Pajakylä) je finský zábavní park nedaleko Rovaniemi v Laponsku. Původně se za domov Santa Clause označovalo město Korvatunturi, ale v roce 1985 bylo za jeho oficiální rodné město prohlášeno právě Rovaniemi  a téhož roku byl zahájen provoz vesničky.

## Popularita
V roce 2007 se Santova vesnička umístila na druhém místě na seznamu nejlepších míst, kam se vydat ve Finsku, který sestavila na základě hlasování cestovatelů organizace Topworld International a toto umístění několikrát uhájila.